# Tanyproctus confinis
Tanyproctus confinis är en skalbaggsart som beskrevs av Victor Ivanovitsch Motschulsky 1859. Tanyproctus confinis ingår i släktet Tanyproctus och familjen Melolonthidae. Inga underarter finns listade i Catalogue of Life.